# Бистрецу Ноу
За друга значења, погледајте чланак Бистрецу
Бистрецу Ноу (рум. Bistrețu Nou) је насељено место у Румунији, у оквиру општине Бистрец. Налази се у жупанији Долж, у Олтенији.
По последњем попису из 2021. године у насељу живи 923 становника.